# Bni Tadjite
Bni Tadjite (en àrab بني تادجيت, Banī Tādjīt; en amazic ⴱⵏⵉ ⵜⴰⴷⵊⵉⵜ) és una comuna rural de la província de Figuig, a la regió de L'Oriental, al Marroc. Segons el cens de 2014 tenia una població total de 16.149 persones.